# Pièce montée (film)
Pour les articles homonymes, voir Pièce montée (homonymie).
Pour plus de détails, voir Fiche technique et Distribution.
Pièce montée est un film français réalisé par Denys Granier-Deferre, sorti en 2010, d'après le roman Une pièce montée de Blandine Le Callet.

## Synopsis
Bérengère et Vincent, tous deux issus de familles bourgeoises, s'unissent religieusement entourés de leurs proches. 
La journée, qui commençait plutôt bien, se dégrade au fil des heures : comme un mauvais présage, la pièce montée qui devait clore le repas de noces est fracassée par un livreur maladroit, puis le vieux curé, au comportement bizarre, finit par chasser tout le monde avant la fin de la messe, ensuite la mariée surprend le marié en conciliabule avec son ancienne maîtresse, puis elle est conduite à repousser fermement son nouveau beau-frère qui tentait de l'embrasser de force, enfin la grand-mère met à profit cette réunion de famille pour révéler face à tous les invités un secret de famille qui va faire l'effet d'un tremblement de terre. Secrets, rancœurs, malentendus et quiproquos se succèdent. Tout cela finira par un drame mais aussi par la rédemption, tant d'un vieux couple que des jeunes mariés.

## Fiche technique
- Titre : Pièce montée
- Réalisation : Denys Granier-Deferre
- Scénario : Denys Granier-Deferre et Jérôme Soubeyrand d'après le roman Une pièce montée de Blandine Le Callet

- Direction artistique : Emile Ghigo
- Costumes : Juliette Chanaud
- Photographie : Aurélien Devaux
- Montage : Sophie Cornu
- Musique : Olivier Bernet
- Producteur : Xavier Rigault et Marc-Antoine Robert
- Pays de production :  France
- Langue : français
- Format : couleur - 35 mm
- Son : monophonique (RCA Photophone System)
- Genre : comédie romantique
- Durée : 95 minutes
- Dates de sortie : 
  - 21 janvier 2010 (Festival international du film de comédie de l'Alpe d'Huez)
  - 10 mars 2010 (sortie nationale)

## Distribution
- Jérémie Renier : Vincent
- Clémence Poésy : Bérengère
- Danielle Darrieux : Madeleine, grand-mère de Bérengère
- Jean-Pierre Marielle : Victor, le curé
- Christophe Alévêque : Alexandre, frère de Bérengère
- Aurore Clément : Catherine, mère de Bérengère
- Julie Depardieu : Marie, une sœur de Bérengère, célibataire
- Léa Drucker : Hélène, épouse d'Alexandre
- Hélène Fillières : Agnès, sœur de Vincent
- Julie Gayet : Laurence, une sœur de Bérengère
- Dominique Lavanant : mère de Vincent
- Louise Monot : Nathalie, ex-compagne de Vincent
- Éric Savin : Damien, cousin de Vincent
- Charlotte de Turckheim : Marie-Claire, fille célibataire de Madeleine
- Amélia Jacob : Pauline, fille d'Alexandre et Hélène
- Agathe Natanson : tante de Bérengère
- Philippe Beglia : le majordome
- Grégory Gatignol : le pâtissier
- Jean Boissery : père de Bérengère
- Claude Lulé : père de Vincent
- Thomas Coumans : Benoît

## Production

### Lieux de tournage
- Val-d'Oise[1] : 
  - église de Frémainville ;
  - Château de Villette à Condécourt.

## Musique
Sauf indication contraire ou complémentaire, les informations mentionnées dans cette section proviennent du générique de fin de l'œuvre audiovisuelle présentée ici.
- C'est extra - Léo Ferré
- Le Songe d'une nuit d'été - Felix Mendelssohn
- Wachet auf, ruft uns die Stimme (chorale du Veilleur) - Jean-Sébastien Bach
- Le Lac des cygnes - op20-2, valse - Piotr Ilitch Tchaïkovski
- Sérénade pour cordes - Tempo di valse - Antonín Dvořák
- Hardtop livin - Dennis Winslow & Robert J. Walsh (de) & Ronn L Chick
- Let's go all the way - Marc Ferrari & Michael McGregor & Stephen Curtis Landon
- Sweet baby - Handy Hamilton & Steve Byrd (en) & Lena Fiagbe (en)
- So bad - Steve Byrd (en) & Marty Wilde
- Freedom March - Christophe Couderc & Pompon Finkelstein
- Rapture - Sebastien Grainger & David Guillon
- Campo Alegre - Baxter Poe & Stan Hope & Thomas Hirschman
- Prosa - Silvano Michelino
- Sparkle Me - Kieran Scragg & Buffseeds
- Fallin' in love with you - Nolan Struck

## Autour du film
- Dernier rôle au cinéma pour Danielle Darrieux. Le film est rediffusé à la télévision fin octobre 2017 à la suite de l'annonce du décès de cette dernière[2], puis le 25 avril 2019 sur France 3 à la suite du décès de Jean-Pierre Marielle la veille.